# Veit Flehinger
Veit Flehinger ( 12. Juli 1769 in Flehingen – 25. Dezember 1854 in  Bretten, Kurpfalz) war ein deutscher Bezirksrabbiner in Baden.
Veit Flehinger war der Sohn des Rabbiners Isak Flehinger und seiner Frau Kela. Er absolvierte ein Talmudstudium in Mainz und Mannheim und wurde danach vom Oberlandesrabbiner Tia Weil ordiniert. Bis 1807 blieb er Privatier (Stiller Teilhaber), da er ausreichend Vermögen hatte, und war Bezirksältester der jüdischen Einwohner im Amtsbezirk Bretten. Ab 1807 wurde er inoffiziell und ab Dezember 1821 offiziell als Rabbiner in Bretten angestellt. Mit Einführung der Bezirksrabbinate in Baden wurde er 1827 Bezirksrabbiner für das Bezirksrabbinat Bretten. Dieses Amt füllte er bis zu seinem Tod 1854 aus.
Er gilt als Gegner der Reform, bemühte sich aber um Kompromisse.
Veit Flehinger war Schwiegervater der Bezirksrabbiner Seligmann Grünwald (Braunsbach, Lehrensteinsfeld und Freudental), Löb Ettlinger (Ladenburg) und Abraham Wälder (Laupheim).
In der Todesnachricht in der Allgemeinen Zeitung des Judenthums hieß es unter anderem: „Am 28. December v. J. starb der Nestor der badischen Rabbinen, Bezirksrabbiner Veit Flehinger in Bretten. Mit ihm ging der letzte der badischen Rabbinen zu Grabe, welche, ohne geordnete Universitäts-Studien gemacht zu haben, als Rabbinen in Baden fungierten ...“

## Schriften
- Eine Approbation, Bretten 1843, in: Leopold Löwenstein: Mafteah ha-haskāmōth. Index Approbationum. Frankfurt/M. 1923; Nachdruck Hildesheim und New York 2003, S. 60.